# Egon Franke (Fechter)
Egon Johann Franke (* 23. Oktober 1935 in Gleiwitz; † 30. März 2022 in Turin, Italien) war ein polnischer Fechter und Olympiasieger.

## Karriere
Egon Franke begann unter Antoni Franz als Jugendlicher bei Budowlanych Gliwice mit dem Fechten. 1955 wechselte er zu Legia Warschau, wo er von Andrzej Przeździecki trainiert wurde, und wurde im gleichen Jahr polnischer Vizemeister. 1957 folgte die Rückkehr nach Gleiwitz, wo er sich unter Trainer Zbigniew Czajkowski Piast Gliwice anschloss. 1959 erreichte Franke bei den Weltmeisterschaften in Budapest mit der polnischen Mannschaft das Halbfinale. Bei den Olympischen Spielen 1960 schied er mit der polnischen Mannschaft im Florett-Mannschaftswettkampf im Viertelfinale aus. Danach gewann er mit der polnischen Mannschaft von 1961 bis 1968 jedes Jahr eine Medaille beim Saisonhöhepunkt. Bei den Weltmeisterschaften 1962 nahm er nicht nur mit dem Florett teil, sondern auch mit der Säbelmannschaft, die Gold gewann. Bei den Weltmeisterschaften 1963 erhielt er seine einzige Einzelmedaille bei Weltmeisterschaften, als er hinter dem französischen Fechter Jean-Claude Magnan und seinem Landsmann Ryszard Parulski die Bronzemedaille gewann. Bei den Olympischen Spielen 1964 gewann er im Florett-Einzelwettbewerb in der Vorrunde vier von fünf Gefechten und im Viertelfinale drei von fünf Gefechten. Im Halbfinale und im Finale verlor Franke kein Gefecht mehr und gewann damit die Goldmedaille in der Einzelwertung. Aber auch im Mannschaftswettbewerb im Florett war Franke mit dem polnischen Team erfolgreich und gewann Silber.
Mit der Mannschaft gewann Franke in den Folgejahren eine Silber- und zwei weitere Bronzemedaillen im Florett bei den Weltmeisterschaften. Zudem gehörte er dem polnischen Team an, das bei den Olympischen Spielen 1968 in Mexiko die Bronzemedaille erkämpfte.
Nach den Spielen von Mexiko zog Franke mit seiner Frau Elżbieta nach Italien. Dort trainierte er Athletinnen wie unter anderem Laura Chiesa oder Elisa Uga.